# اریک پول
اریک پول (انگلیسی: Erich Pohl; ۱۵ ژانویهٔ ۱۸۹۴ – ۸ نوامبر ۱۹۴۸) بازیکن فوتبال اهل آلمان بود.
وی همچنین در تیم ملی فوتبال آلمان بازی کرده‌است.